# Химик (футбольный клуб, Коряжма)
«Химик» — российский футбольный клуб из Коряжмы. Основан в 1961 году на базе целлюлозно-бумажного комбината (в дальнейшем — группа «Илим»). Один сезон провёл на профессиональном уровне в третьей лиге ПФЛ (1994).
Генеральным спонсором команды является Котласский ЦБК.

## История выступлений
В 1991 году стал победителем зонального турнир Кубка РСФСР среди команд КФК в зоне «Север» (в 1/4 финала обыграл мурманский «Автомобилист» — 3:0, 2:5, в 1/2 финала — «Водник» из Петрокрепости — 7:0, 6:4, в финале — отказ «Светланы»), на финальном турнире вылетел в четвертьфинале от иркутского «Авиатора» — 2:0, -:+. В первенстве РСФСР среди КФК в зоне «Север» занял 4-е место.
В 1992 году занял 7-е место в 4-й зоне («Север») Первенства России среди любительских команд.
В первенстве России среди КФК в 1993 году занял 1-е место в зоне «Северо-Запад», на финальном турнире в Московской области занял последнее 4-е место в своей группе (3 матча — 3 поражения).
В третьей лиге ПФЛ сезона 1994 года занял 8-е место среди 13-ти команд 4-й зоны.
С 1999 по 2008 год — бессменный чемпион Архангельской области. В 2008 году принял участие в Первенстве ЛФЛ (III дивизион) в зоне «Северо-Запад», занял 3-е место. В 2009 — 2-е, а в 2010 — 1-е (на финальном турнире-2010, проходившем в Сочи, как и в 1993 году, занял последнее 4-е место в группе — 3 матча — 3 поражения). Также занимал 3-е место в 2014 году и 2-е — в 2017-м.
Команда победила в первенстве МРО «Северо-Запад» (III дивизион) в сезоне 2018 года.
В 2019 году после долгого перерыва «Химик» стал чемпионом Архангельской области, участвовал также в чемпионате и кубке Вологодской области (в обоих турнирах занял 2-е место, дойдя до финалов, где уступал ФК «Череповец») (также в чемпионате Вологодской области играла команда «Химик-2» Коряжма). В финале Кубка России среди команд III дивизиона (зона «Северо-Запад») на стадионе Nova Arena в Санкт-Петербурге клуб в дополнительное время уступил команде «Динамо» (Санкт-Петербург) со счётом 0:1, а на проходившем в Гатчине 25—29 сентября первенстве МРО «Северо-Запад» (III дивизион) команда заняла последнее 4-е место (результаты игр: «Маркет Света» СПб — 2:1, СШ «Ленинградец» — 1:2, сборная Республики Карелия — 1:2).
В 2020 году клуб участвовал в чемпионате Вологодской области, где занял 3-е место. В сезонах 2020, 2021, 2022, 2023 — участник первенства III дивизиона в зоне «Северо-Запад» (в 2021 и 2023 годах — также кубка МРО «Северо-Запад»). В 2023 году отказался от ответной игры 1/4 финала кубка и двух заключительных матчей чемпионата.
В 2022 году команда стала победителем кубка чемпионов Объединения федераций футбола «Северо-Запад».